# La gran il·lusió
La gran il·lusió, nom complet: La gran il·lusió, relat intermitent del cinema català, és una sèrie documental en què s'explica la història del cinema a Catalunya des dels inicis, el 1896, fins a la dècada dels anys 50 del segle xx. Dirigida per Àlex Gorina i Esteve Riambau i coproduïda per Televisió de Catalunya, l'Institut Català de les Empreses Culturals i la Filmoteca de Catalunya.

## Capítols
1. I la llum es va fer
2. Il·lustrats i aventurers
3. El sonor: parlem-ne!
4. Per amor a l'art
5. Cinema en estat de guerra
6. Ombres del franquisme
7. Lladres i serenos